# El manisero
Pour les articles homonymes, voir The Peanut Vendor.

El manisero (« le vendeur de cacahuètes » en espagnol, The Peanut Vendor en anglais) est une chanson cubaine (genre : son-pregon), écrite et composée en 1928 par Moisés Simons. Il existerait plus de 500 versions différentes (dont une des Beatles), dans plusieurs langues ou en version instrumentale, dans de nombreux styles de musique, et fait partie des standards de jazz. Elle a été interprétée en français par Mistinguett en 1931 sous le titre La Rumba d'amour (paroles adaptées par Henri Varna, Léo Lelièvre et Leopold De Lima).

## Histoire
Moisés Simons est né le 24 août 1889 à La Havane (Cuba). Il commence ses études musicales à l'âge de cinq ans avec son père, Lenadro Simón Guergué, musicien d'origine basque. À l'âge de neuf ans, Simons était déjà l'organiste de l'église de son quartier, et à 15 ans, il commença ses études avancées de composition, d'harmonie, de contrepoint, de fugue et d'instrumentation.
En 1928, sous le label Columbia, il enregistre la chanson 'El manisero', interprétée par Rita Montaner. Cette pièce a été composée alors qu'il était assis dans un établissement entre les rues de San José et Amistad (Cuba) et était basée sur les proclamations qu'il a entendues dans la rue. En se promenant un soir à la Havane, croisa un marchand ambulant  de cacahuètes grillées qui vendait à la criée et qui scandait en chantant Maní, maní (cacahuètes, cacahuètes) (ce type de chant est appelé pregon à Cuba). Aussitôt il écrivit les paroles sur une serviette de table et transcrivit la mélodie au piano ensuite. Le morceau va d'abord être connu à Cuba, interprété par Rita Montaner qui le fera découvrir ensuite à Paris.
En 1930, Don Azpiazú (en) sur Broadway se rend en bateau avec son chanteur Antonio Machín et tout son orchestre aux États-Unis ; Mario Bauza se trouve également à bord. L'orchestre de Don Azpiazú jouera au Palace Theatre sur Broadway à New York et obtient un immense succès en diffusant la musique traditionnelle cubaine et ses thèmes les plus connus (El manisero, Ay mama Iñes, ...).
Le public new-yorkais est enthousiasmé par l'orchestre et ses percussions cubaines : maracas, güiro, claves, timbales, congas et bongos.
L'Amérique va s'enflammer pour la musique cubaine qu'elle baptise rumba (et écrit souvent rhumba, comme le mot rhum) qui n'est qu'un des nombreux genres de la musique cubaine (El manicero est un son, il y a aussi le boléro cubain (marqué par la clave), le danzón plus ancien (qui donnera plus tard naissance au cha-cha-cha qui n'existe pas encore à cette époque), la guajira (la plus célèbre, Guantanamera fut composée à la même époque mais ne connaîtra le succès que dans les années 1960), ...).
Don Azpiazu et son orchestre Havana Casino jouent alors dans plusieurs villes américaines. Il devient commercialement nécessaire de traduire en anglais les paroles des différents thèmes et en premier lieu celles du pregón El Manisero, ce que font avec succès Marion Sunshine (beau-frère de Don Azpiazu) et L Wolfe Gilbert ; les paroles sont néanmoins légèrement changées : la jeune fille qui va se coucher dans la version espagnole n'est plus évoquée tout du long (à la place, on parle de femmes de ménage qui entendent cette sérénade à leur réveil).
Le thème sera désormais plus connu sous son titre anglais The Peanut vendor.
RCA Victor propose un contrat au groupe pour enregistrer en studio.
The Peanut vendor va se classer 1er dans les charts américains et c'est le premier morceau cubain à atteindre le million de ventes[réf. nécessaire].
La même année, il sera repris par Louis Armstrong (sa version se classera 15e dans les charts US), Red Nichols (classée 5e) et California Ramblers (classée 5e aussi).
Le 11 octobre 1931, Mistinguett l'interprète en français sous le titre La rumba d'amour (paroles adaptées par Henri Varna, Léo Lelièvre et Leopold De Lima).
En 1932, Don Azpiazu et son orchestre entament une tournée en Europe : ils jouent en Belgique (notamment au Palace et au Pingouin à Bruxelles), au Lester Square Theater de Londres, à Paris (à la fin de l'année) au club La Plantation (sur les Champs Elysées) et au Théâtre de l'Empire[réf. nécessaire]. 
L'orchestre participe au film Orchidées Noires.

## Quelques interprètes
Musiciens jazz
Louis Armstrong, Django Reinhardt, Red Nichols, California Ramblers, Duke Ellington, Stan Kenton, Anita O'Day, Jimmy Dorsey, Bert Ambrose, Tex Beneke, John Kirby, Blue Barron, Nicholas Payton, Ted Heath, Lester Lanin
Musiciens rock/guitaristes
The Beatles (enregistrée le 10 janvier 1969 pendant la session de Let It Be), Chet Atkins, The Ventures
Musiciens/chanteurs du monde du cinéma
Michel Legrand, Lalo Schifrin, Dean Martin, Judy Garland dans le film Une étoile est née (1954)
Musiciens de musique latine et de salsa
Antonio Machin, Pérez Prado, Benny More & Bebo Valdes / Mambo En La Habana, Tito Puente, Xavier Cugat, Desi Arnaz, Cachao, Fania All Stars, Alfredo De La Fé, Albita, Willy Chirino, Mongo Santamaria, Omara Portuondo & Martin Rojas (1974), Cuarteto Patria & Manu Dibango / CubAfrica, Los Machucambos, Roberto Carlos / Canciones que amo (1997), Banda El Recodo, Laba Sosseh, Star Band de Dakar, Les Bantous de la capitale, Dario Moreno.
Musiciens latin jazz
Chico O'Farrill, Paquito D'Rivera, Gonzalo Rubalcaba / Supernova (Label : Blue Note, 2001), The Conga Kings,
Divers
The Skatalites (ska), Sergent Garcia : Que viene el maní (paroles et musique légèrement différentes); Flavour N'abania (musicien nigérian de dancehall) reprend la célèbre mélodie pour son titre Nwa Baby (en 2010)

## À l'écran
(Liste non exhaustive)
- 1931 : Rumba d'amour (The Cuban Love Song (en)) de W. S. Van Dyke avec Lawrence Tibbett et Jimmy Durante - El manisero est interprété par Ernesto Lecuona et le chanteur d'opéra Lawrence Tibbett.
- 1939 : Seuls les anges ont des ailes d’Howard Hawks avec Cary Grant et Jean Arthur - The Peanut Vendor est interprété par Cary Grant et Jean Arthur.
- 1954 : Une étoile est née de George Cukor avec Judy Garland et James Mason.
- 1999 : Accords et Désaccords de Woody Allen - The Peanut Vendor est interprété par Howard Alden, Bucky Pizzarelli, Kelly Friesen, Ken Peplowski et Ted Sommer.
- 2004 : Nous étions libres de John Duigan avec Charlize Theron, Penélope Cruz, Stuart Townsend - La rumba d'amour est interprétée par Mistinguett.
- 2009 : Breaking Bad (Saison 2 épisode 5) - chanson interprétée par Alvin Red Tyler.